# Суарес, Паола
Паола Суа́рес (исп. Paola Suárez; родилась 23 июня 1976 года в Пергамино, Аргентина) — аргентинская теннисистка; восьмикратная победительница турниров Большого шлема в парном разряде; восьмикратная финалистка турниров Большого шлема (шесть раз — в парном разряде, дважды — в миксте); победительница Итогового чемпионата WTA (2003) в парном разряде; призёр теннисного турнира Олимпийских игр в парном разряде; победительница 48 турниров WTA (из них четыре — в одиночном разряде); бывшая первая ракетка мира в парном разряде; бывшая девятая — в одиночном; финалистка одного юниорского турнира Большого шлема в одиночном разряде (Открытый чемпионат Франции-1992).

## Общая информация
Паола — одна из двух детей Росы Дюпюи и Орландо Суареса; её брата зовут Орасио.
Ныне аргентинка замужем: со своим нынешним супругом — Франсиско де ла Грандой — она оформила отношения в 2008 году.

## Спортивная карьера

### Начало карьеры
Уже в 1991 году, в возрасте 15 лет, Паола Суарес выиграла свой первый турнир ITF. Этого успеха она добилась в Буэнос-Айресе, а до конца года успела выиграть ещё один турнир ITF во Флорианополисе (Бразилия). На следующий год она дошла до финала Открытого чемпионата Франции среди девушек, выиграла четыре турнира ITF в одиночном разряде и один в парах. В том же году она приняла участие в командном юниорском чемпионате мира в составе сборной Аргентины.
В 1994 году, в 18 лет, Паола вплотную приблизилась к месту в первой сотне лучших теннисисток мира. Это произошло после выхода в полуфинал турнира WTA в Праге, где она выиграла шесть матчей подряд, считая квалификационные, и первого в карьере выхода в основную сетку турнира Большого шлема на Открытом чемпионате Франции. Но закрепить успех ей не удалось, и даже выход на следующий год во второй раунд на Roland Garros не позволил ей войти в сотню сильнейших. Только в 1996 году Суарес сумела войти в первую сотню рейтинга среди теннисисток в одиночном разряде после того, как дошла до третьего раунда на турнире II категории в Амелия-Айленд и выиграла матч у Натали Тозья в рамках Кубка Федерации. После этого она дошла до полуфинала на турнире WTA в Боле, а в парном разряде сумела его выиграть, завоевав первый в карьере титул на турнире WTA.

### 1997—2000
После неудачного сезона 1997 года, главным событием которого стал выход в четвертьфинал Открытого чемпионата Австралии в паре с испанкой Вирхинией Руано, в 1998 году в карьере Суарес наступил прорыв. Она выиграла за год шесть турниров в парном разряде с тремя разными партнёршами, в том числе Открытый чемпионат Италии — турнир I категории, — и дошла с Руано до полуфинала Открытого чемпионата США, за год продвинувшись со 155 до 66 места в рейтинге парных игроков. В одиночном разряде, выиграв свой первый титул на турнире WTA в Боготе и ещё три турнира ITF, она также закончила сезон в сотне лучших.
В 1999 году Суарес вернулась в сборную Аргентины. За год она сыграла 11 матчей в Американской группе и плей-офф II Мировой группы Кубка Федерации, одержав восемь побед. В индивидуальных соревнованиях в одиночном разряде её главным успехом стал выход в финал турнира III категории в Мадриде, который она начала с квалификационной сетки, победила трёх посеянных соперниц, в том числе 11-ю ракетку мира Патти Шнидер, и проиграла только второй в мире на тот момент Линдсей Дэвенпорт. В парном разряде она выиграла три турнира WTA, два из них со своей соотечественницей Лаурой Монтальво, и ещё раз сыграла в финале.
В 2000 году Суарес покорилась новая высота: на Открытом чемпионате Франции она с Вирхинией Руано дошла до финала в женском парном разряде. За год они с Руано выиграли ещё два турнира, включая турнир I категории в Хилтон-Хед-Айленд, и ещё один раз, помимо Открытого чемпионата Франции, играли в финале. Кроме этого, Суарес выиграла три турнира с Монтальво и дошла до финала турнира в Токио с Наной Мияги. На Олимпиаде в Сиднее Монтальво и Суарес были посеяны третьими, но неожиданно выбыли из борьбы уже во втором раунде. В конце сезона Суарес и Руано приняли участие в итоговом турнире WTA-тура, но сразу проиграли Николь Арендт и Манон Боллеграф. В одиночном разряде Суарес одержала дебютную победу над соперницей из топ-10 мирового тенниса, победив Серену Уильямс, шестую ракетку мира, на турнире в Амелия-Айленд, где дошла до полуфинала. Она также дошла до финала в Сан-Паулу и до третьего раунда на Уимблдоне. Она приняла участие в Олимпиаде также в одиночном разряде, но выбыла в первом же раунде, попав по жребию на первую ракетку мира Дэвенпорт.

### Пик карьеры (2001—2004)
С 2001 года Вирхиния Руано Паскуаль становится постоянной партнёршей Суарес. В первый полный совместный сезон они выиграли Открытый чемпионат Франции, завоевав первый в карьере Суарес титул на турнирах Большого шлема. За первую половину сезона они выиграли ещё один турнир, трижды играли в финалах и вышли в полуфинал на Уимблдоне (ещё одна победа и два финала на счету Суарес в паре с аргентинками Монтальво и Тарабини). К началу Уимблдонского турнира Паола уже входила в число пяти лучших теннисисток мира в парах. Дошла она до финала Открытого чемпионата Франции и в миксте (с бразильцем Онсинсом), проиграв в финале Руано и Томасу Карбонеллу. К списку побед она добавила также второй в карьере титул в турнире WTA в одиночном разряде, снова победив в Боготе. Кроме того, она дошла до финала в Окленде и до четвёртого раунда на Открытом чемпионате Австралии, победив по пути седьмую ракетку мира Мэри Пирс. Вторую половину сезона Суарес испортили травмы: уже в мае она пропустила турнир в Гамбурге из-за травмы правой кисти, август пропустила с травмой левого плеча, снявшись с Открытого чемпионата США, а в полуфинале итогового турнира года прекратила игру из-за травмы лодыжки. Тем не менее, в июле она ещё успела, выиграв обе своих встречи, помочь сборной Аргентины взять верх над немками в плей-офф Мировой группы и вернуться в неё после семилетнего отсутствия.
В 2002 году Руано и Суарес выиграли семь турниров в парном разряде, включая два турнира Большого шлема: помимо повторного успеха в Париже, они выиграли также Открытый чемпионат США, одержав всего лишь вторую в карьере Суарес победу на твёрдом покрытии. На травяных кортах Уимблдона они дошли до финала. После победы в Нью-Йорке Суарес впервые поднялась на первую ступень в рейтинге теннисисток в парном разряде, а сезон они с Руано, несмотря на очередную неудачу в итоговом турнире года, закончили в ранге лучшей пары мира. В смешанных парах она второй год подряд дошла до финала в турнире Большого шлема, теперь на Открытом чемпионате Австралии с соотечественником Гастоном Этлисом, но снова проиграла. В одиночном разряде в этом году на её счету один финал (в Акапулько). Она также дошла до четвертьфинала Открытого чемпионата Франции, победив в первом раунде десятую ракетку мира Сандрин Тестю, а в четвёртом Амели Моресмо, на тот момент двенадцатую в мире.
В 2003 году Руано и Суарес выиграли вместе пять турниров, в том числе во второй раз Открытый чемпионат США и впервые — итоговый турнир года. Они дошли также до финала на трёх остальных турнирах Большого шлема, второй сезон подряд закончив как первая пара мира. В одиночном разряде главных успехов Паола добилась во второй половине года, выиграв турнир в Вене, дойдя до четвертьфинала на Открытом чемпионате США и до полуфинала на турнире I категории в Торонто. Она ещё дважды добилась побед над теннисистками из первой десятки, Еленой Докич и Даниэлой Гантуховой. Эти успехи позволили ей закончить год в числе двадцати лучших теннисисток мира в одиночном разряде.
В 2004 году Руано и Суарес как никогда близко подошли к завоеванию Большого шлема в женском парном разряде: к победам во Франции и США они добавили выигрыш Открытого чемпионата Австралии и лишь на Уимблдоне оступились, дойдя «только» до полуфинала, где проиграли Каре Блэк и Ренне Стаббс. Эта же пара встала у них на пути в итоговом турнире сезона, но, несмотря на эту неудачу, Руано и Суарес третий год подряд финишировали первыми в рейтинге женских пар. Перед поражением в полуфинале на Уимблдоне они доходили до финала на девяти турнирах Большого шлема подряд — рекордный показатель с 1985 года. Значительного успеха Паола достигла и на Олимпиаде в Афинах, где выступала с Патрисией Тарабини: будучи посеяны седьмыми, они дошли до полуфинала, где уступили будущим чемпионкам Ли Тин и Сунь Тяньтянь, а в матче за третье место разгромили японскую пару Асагоэ—Сугияма. В одиночном разряде этот сезон тоже стал для Суарес пиком карьеры: выиграв турнир в Канберре и дойдя до полуфинала Открытого чемпионата Франции, она в июне вошла в число десяти лучших теннисисток мира. После этого она также пробилась в четвертьфинал Уимблдонского турнира, но закрепиться в первой десятке не сумела, к концу года опустившись на 17-ю позицию. На Олимпиаде в одиночном разряде она, как и в парах, была посеяна седьмой, но уже во втором раунде уступила сопернице из Колумбии.

### Окончание карьеры (2005—2007)
Первая половина 2005 года была омрачена для Суарес травмой ноги, из-за которой она пропустила Открытый чемпионат Австралии. Выиграв три турнира за февраль-май, в том числе победив в четвёртый раз за карьеру на Ролан Гаррос, она затем снялась с Уимблдонского турнира из-за травмы бедра, которая вывела её из строя до конца года. Она собиралась заявить о своём уходе из активного спорта, но Вирхиния Руано сумела убедить её продолжить выступления.
Возвращение Суарес на корт состоялось в январе 2006 года. Уже во втором турнире после возвращения, в Сиднее, она дошла с Руано до финала, в июне дошла до своего третьего финала на Уимблдоне, а с августа по октябрь выиграла три турнира, закончив год на пятнадцатом месте среди теннисисток, выступающих в парном разряде. В одиночном разряде она не поднималась выше четвертьфиналов, хотя сумела победить двух соперниц из первой двадцатки рейтинга.
2007 год стал для Суарес последним в карьере. В отличие от прошлых лет, она выступала с разными партнёршами и относительно немного, хотя в начале сезона успела выиграть два турнира. В сентябре, после поражения во втором раунде Открытого чемпионата США в смешанном разряде, где её партнёром был Кевин Ульетт, она объявила об окончании карьеры.

### Короткое возвращение (2012)
В феврале 2012 года, накануне Олимпийских игр в Лондоне, Паола объявила о возобновлении своей парной карьеры. Её партнёршей стала ещё одна аргентинка, Хисела Дулко, с которой они дошли до полуфинала в Боготе и Монтеррее и до четвертьфинала в Индиан-Уэлсе, каждый раз проигрывая парам, посеянным под первым или вторым номерами. На Олимпиаде, однако, Суарес и Дулко проиграли уже в первом раунде, после чего Паола провела лишь два матча в Цинциннати и окончательно зачехлила ракетку.

## Итоговое место в рейтинге WTA по годам
| Год  | Одиночный рейтинг | Парный рейтинг |
| ---- | ----------------- | -------------- |
| 2012 |                   | 49             |
| 2007 | 289               | 103            |
| 2006 | 179               | 14             |
| 2005 | 232               | 17             |
| 2004 | 16                | 2              |
| 2003 | 14                | 1              |
| 2002 | 27                | 1              |
| 2001 | 27                | 6              |
| 2000 | 37                | 7              |
| 1999 | 71                | 40             |
| 1998 | 85                | 23             |
| 1997 | 115               | 52             |
| 1996 | 62                | 83             |
| 1995 | 130               | 422            |
| 1994 | 110               |                |
| 1993 | 269               | 340            |
| 1992 | 221               | 246            |
| 1991 | 580               | 487            |

## Выступления на турнирах

### Финалы турнировWTAв одиночном разряде (8)

#### Победы (4)
| Легенда:                      |
| ----------------------------- |
| Турниры Большого шлема (0+8)* |
| Олимпиада (0)                 |
| Итоговый турнир WTA (0+1)     |
| 1-я категория (0+9)           |
| 2-я категория (0+5)           |
| 3-я категория (2+10)          |
| 4-я категория (1+11)          |
| 5-я категория (1)             |

| Титулы по покрытиям | Титулы по месту проведения матчей турнира |
| ------------------- | ----------------------------------------- |
| Хард (1+17)*        | Зал (0+2)                                 |
| Грунт (3+27)        | Зал (0+2)                                 |
| Трава (0)           | Открытый воздух (4+42)                    |
| Ковёр (0)           | Открытый воздух (4+42)                    |

* количество побед в одиночном разряде + количество побед в парном разряде.
| №  | Дата            | Турнир               | Покрытие | Соперница в финале  | Счёт           |
| 1. | 22 февраля 1998 | Богота, Колумбия     | Грунт    | Соня Джейясилан     | 6-3 6-4        |
| 2. | 25 февраля 2001 | Богота, Колумбия (2) | Грунт    | Рита Кути-Киш       | 6-2 6-4        |
| 3. | 14 июня 2003    | Вена, Австрия        | Грунт    | Каролина Шпрем      | 7-6(0) 2-6 6-4 |
| 4. | 17 января 2004  | Канберра, Австралия  | Хард     | Сильвия Фарина-Элиа | 3-6 6-4 7-6(5) |

#### Поражения (4)
| №  | Дата            | Турнир                 | Покрытие | Соперница в финале | Счёт           |
| 1. | 17 мая 1999     | Мадрид, Испания        | Грунт    | Линдсей Дэвенпорт  | 1-6 3-6        |
| 2. | 20 февраля 2000 | Сан-Паулу, Бразилия    | Грунт    | Рита Кути-Киш      | 6-4 4-6 5-7    |
| 3. | 7 января 2001   | Окленд, Новая Зеландия | Хард     | Мейлен Ту          | 6-7(10) 2-6    |
| 4. | 3 марта 2002    | Акапулько, Мексика     | Грунт    | Катарина Среботник | 7-6(1) 4-6 2-6 |

### Финалы турнировITFв одиночном разряде (16)

#### Победы (12)
| Легенда:         |
| ---------------- |
| 100.000 USD (0)* |
| 75.000 USD (0)   |
| 50.000 USD (0+2) |
| 25.000 USD (5+2) |
| 10.000 USD (7+3) |

| Титулы по покрытиям | Титулы по месту проведения матчей турнира |
| ------------------- | ----------------------------------------- |
| Хард (0)*           | Зал (0)                                   |
| Грунт (12+7)        | Зал (0)                                   |
| Трава (0)           | Открытый воздух (12+7)                    |
| Ковёр (0)           | Открытый воздух (12+7)                    |

* количество побед в одиночном разряде + количество побед в парном разряде.
| №   | Дата             | Турнир                  | Покрытие | Соперница в финале        | Счёт        |
| 1.  | 20 октября 1991  | Буэнос-Айрес, Аргентина | Грунт    | Мария Лусьяна Рейнарес    | 2-6 7-6 6-1 |
| 2.  | 10 ноября 1991   | Флорианополис, Бразилия | Грунт    | Синтия Торторелла         | 6-3 6-4     |
| 3.  | 3 мая 1992       | Льейда, Испания         | Грунт    | Сара Питковски            | 4-6 6-4 6-1 |
| 4.  | 10 мая 1992      | Балагер, Испания        | Грунт    | Светлана Кривенчева       | 3-6 6-3 6-0 |
| 5.  | 17 мая 1992      | Барселона, Испания      | Грунт    | Кэтрин Барклай-Рейц       | 6-4 6-1     |
| 6.  | 24 мая 1992      | Тортоса, Испания        | Грунт    | Ирина Сухова              | 3-6 6-4 6-1 |
| 7.  | 21 ноября 1992   | Ла-Плата, Аргентина     | Грунт    | Ванесса Маттис            | 7-6 (5) 6-3 |
| 8.  | 19 ноября 1995   | Буэнос-Айрес, Аргентина | Грунт    | Мириам д`Агостини         | 6-2 6-1     |
| 9.  | 11 октября 1998  | Сантьяго, Чили          | Грунт    | Кончита Мартинес Гранадос | 3-6 6-4 6-1 |
| 10. | 25 октября 1998  | Монтевидео, Уругвай     | Грунт    | Антонелла Серра-Дзанетти  | 7-5 6-4     |
| 11. | 22 ноября 1998   | Буэнос-Айрес, Аргентина | Грунт    | Андрея Ванк               | 4-6 6-1 6-4 |
| 12. | 19 сентября 1999 | Буэнос-Айрес, Аргентина | Грунт    | Флоренсия Лабат           | 6-0 7-5     |

#### Поражения (4)
| №  | Дата            | Турнир                           | Покрытие | Соперница в финале | Счёт        |
| 1. | 24 ноября 1991  | Нову-Амбургу, Бразилия           | Грунт    | Светлана Комлева   | 2-6 5-7     |
| 2. | 29 октября 1995 | Буэнос-Айрес, Аргентина          | Грунт    | Мариана Диас Олива | 6-2 4-6 3-6 |
| 3. | 17 декабря 1995 | Сан-Мигель-де-Тукуман, Аргентина | Грунт    | Флоренсия Лабат    | 2-6 1-6     |
| 4. | 8 ноября 1998   | Можи-дас-Крузис, Бразилия        | Грунт    | Жанетта Гусарова   | 2-6 6-2 1-6 |

### Финалы турниров Большого шлема в парном разряде (14)

#### Победы (8)
| №  | Год  | Турнир                         | Покрытие | Партнёрша               | Соперницы в финале                     | Счёт        |
| 1. | 2001 | Открытый чемпионат Франции     | Грунт    | Вирхиния Руано Паскуаль | Елена Докич Кончита Мартинес           | 6-2 6-1     |
| 2. | 2002 | Открытый чемпионат Франции (2) | Грунт    | Вирхиния Руано Паскуаль | Лиза Реймонд Ренне Стаббс              | 6-4 6-2     |
| 3. | 2002 | Открытый чемпионат США         | Хард     | Вирхиния Руано Паскуаль | Жанетта Гусарова Елена Дементьева      | 6-2 6-1     |
| 4. | 2003 | Открытый чемпионат США (2)     | Хард     | Вирхиния Руано Паскуаль | Светлана Кузнецова Мартина Навратилова | 6-2 6-3     |
| 5. | 2004 | Открытый чемпионат Австралии   | Хард     | Вирхиния Руано Паскуаль | Светлана Кузнецова Елена Лиховцева     | 6-4 6-3     |
| 6. | 2004 | Открытый чемпионат Франции (3) | Грунт    | Вирхиния Руано Паскуаль | Светлана Кузнецова Елена Лиховцева     | 6-0 6-3     |
| 7. | 2004 | Открытый чемпионат США (3)     | Хард     | Вирхиния Руано Паскуаль | Светлана Кузнецова Елена Лиховцева     | 6-4 7-5     |
| 8. | 2005 | Открытый чемпионат Франции (4) | Грунт    | Вирхиния Руано Паскуаль | Кара Блэк Лизель Хубер                 | 4-6 6-3 6-3 |

#### Поражения (6)
| №  | Год  | Турнир                         | Покрытие | Партнёрша               | Соперницы в финале           | Счёт           |
| 1. | 2000 | Открытый чемпионат Франции     | Грунт    | Вирхиния Руано Паскуаль | Мэри Пирс Мартина Хингис     | 2-6 4-6        |
| 2. | 2002 | Уимблдон                       | Трава    | Вирхиния Руано Паскуаль | Винус Уильямс Серена Уильямс | 2-6 5-7        |
| 3. | 2003 | Открытый чемпионат Австралии   | Хард     | Вирхиния Руано Паскуаль | Винус Уильямс Серена Уильямс | 6-4 4-6 3-6    |
| 4. | 2003 | Открытый чемпионат Франции (2) | Грунт    | Вирхиния Руано Паскуаль | Ким Клейстерс Ай Сугияма     | 7-6(5) 2-6 7-9 |
| 5. | 2003 | Уимблдон (2)                   | Трава    | Вирхиния Руано Паскуаль | Ким Клейстерс Ай Сугияма     | 4-6 4-6        |
| 6. | 2006 | Уимблдон (3)                   | Грунт    | Вирхиния Руано Паскуаль | Чжэн Цзе Янь Цзы             | 3-6 6-3 2-6    |

### Финалы итоговых турнировWTAв парном разряде (1)

#### Победы (1)
| №  | Год  | Турнир            | Покрытие   | Партнёрша               | Соперницы в финале       | Счёт        |
| 1. | 2003 | Лос-Анджелес, США | Хард (зал) | Вирхиния Руано Паскуаль | Ким Клейстерс Ай Сугияма | 6-4 3-6 6-3 |

### Финалы турнировWTAв парном разряде (69)

#### Победы (44)
| №   | Дата             | Турнир                         | Покрытие   | Партнёрша               | Соперницы в финале                      | Счёт           |
| 1.  | 5 мая 1996       | Бол, Хорватия                  | Грунт      | Лаура Монтальво         | Алексия Дешом Александра Фусаи          | 6-7(5) 6-3 6-4 |
| 2.  | 18 января 1998   | Хобарт, Австралия              | Хард       | Вирхиния Руано Паскуаль | Жюли Алар-Декюжи Жанетта Гусарова       | 7-6(6) 6-3     |
| 3.  | 22 февраля 1998  | Богота, Колумбия               | Грунт      | Жанетта Гусарова        | Мелисса Мадзотта Екатерина Сысоева      | 3-6 6-2 6-3    |
| 4.  | 26 апреля 1998   | Будапешт, Венгрия              | Грунт      | Вирхиния Руано Паскуаль | Каталина Кристя Лаура Монтальво         | 4-6 6-1 6-1    |
| 5.  | 3 мая 1998       | Бол, Хорватия (2)              | Грунт      | Лаура Монтальво         | Йоаннетта Крюгер Мирьяна Лучич          | Без игры       |
| 6.  | 10 мая 1998      | Рим, Италия                    | Грунт      | Вирхиния Руано Паскуаль | Аманда Кётцер Аранча Санчес Викарио     | 7-6(1) 6-4     |
| 7.  | 12 июля 1998     | Мариа-Ланковиц, Австрия        | Грунт      | Лаура Монтальво         | Тина Крижан Катарина Среботник          | 6-1 6-2        |
| 8.  | 23 мая 1999      | Мадрид, Испания                | Грунт      | Вирхиния Руано Паскуаль | Марлен Вайнгартнер Мария Фернанда Ланда | 6-2 0-6 6-0    |
| 9.  | 18 июля 1999     | Сопот, Польша                  | Грунт      | Лаура Монтальво         | Гала Леон Гарсия Мария Санчес Лоренсо   | 6-4 6-3        |
| 10. | 10 октября 1999  | Сан-Паулу, Бразилия            | Грунт      | Лаура Монтальво         | Жанетта Гусарова Флоренсия Лабат        | 6-7(1) 7-5 7-5 |
| 11. | 13 февраля 2000  | Богота, Колумбия (2)           | Грунт      | Лаура Монтальво         | Рита Кути-Киш Петра Мандула             | 6-4 6-2        |
| 12. | 20 февраля 2000  | Сан-Паулу, Бразилия (2)        | Грунт      | Лаура Монтальво         | Жанетта Гусарова Флоренсия Лабат        | 5-7 6-4 6-3    |
| 13. | 23 апреля 2000   | Хилтон-Хед-Айленд, США         | Грунт      | Вирхиния Руано Паскуаль | Кончита Мартинес Патрисия Тарабини      | 7-5 6-3        |
| 14. | 16 июля 2000     | Клагенфурт, Австрия (2)        | Грунт      | Лаура Монтальво         | Барбара Шетт Патти Шнидер               | 7-6(5) 6-1     |
| 15. | 23 июля 2000     | Сопот, Польша (2)              | Грунт      | Вирхиния Руано Паскуаль | Рита Гранде Оса Карлссон                | 7-5 6-1        |
| 16. | 26 мая 2001      | Мадрид, Испания (2)            | Грунт      | Вирхиния Руано Паскуаль | Лиза Реймонд Ренне Стаббс               | 7-5 2-6 7-6(4) |
| 17. | 10 июня 2001     | Открытый чемпионат Франции     | Грунт      | Вирхиния Руано Паскуаль | Елена Докич Кончита Мартинес            | 6-2 6-1        |
| 18. | 15 июля 2001     | Вена, Австрия (3)              | Грунт      | Патрисия Тарабини       | Ленка Немечкова Ванесса Хенке           | 6-4 6-2        |
| 19. | 24 февраля 2002  | Богота, Колумбия (3)           | Грунт      | Вирхиния Руано Паскуаль | Тина Крижан Катарина Среботник          | 6-2 6-1        |
| 20. | 3 марта 2002     | Акапулько, Мексика             | Грунт      | Вирхиния Руано Паскуаль | Тина Крижан Катарина Среботник          | 7-5 6-1        |
| 21. | 19 мая 2002      | Рим, Италия (2)                | Грунт      | Вирхиния Руано Паскуаль | Кончита Мартинес Патрисия Тарабини      | 6-3 6-4        |
| 22. | 9 июня 2002      | Открытый чемпионат Франции (2) | Грунт      | Вирхиния Руано Паскуаль | Лиза Реймонд Ренне Стаббс               | 6-4 6-2        |
| 23. | 18 августа 2002  | Монреаль, Канада               | Хард       | Вирхиния Руано Паскуаль | Ай Сугияма Рика Фудзивара               | 6-4 7-6(4)     |
| 24. | 8 сентября 2002  | Открытый чемпионат США         | Хард       | Вирхиния Руано Паскуаль | Жанетта Гусарова Елена Дементьева       | 6-2 6-1        |
| 25. | 14 сентября 2002 | Салвадор, Бразилия (3)         | Хард       | Вирхиния Руано Паскуаль | Росанна де лос Риос Эмили Луа           | 6-4 6-1        |
| 26. | 13 апреля 2003   | Чарлстон, США (2)              | Грунт      | Вирхиния Руано Паскуаль | Жанетта Гусарова Кончита Мартинес       | 6-0 6-3        |
| 27. | 11 мая 2003      | Берлин, Германия               | Грунт      | Вирхиния Руано Паскуаль | Ким Клейстерс Ай Сугияма                | 6-3 4-6 6-4    |
| 28. | 23 августа 2003  | Нью-Хейвен, США                | Хард       | Вирхиния Руано Паскуаль | Алисия Молик Маги Серна                 | 7-6(6) 6-3     |
| 29. | 7 сентября 2003  | Открытый чемпионат США (2)     | Хард       | Вирхиния Руано Паскуаль | Светлана Кузнецова Мартина Навратилова  | 6-2 6-3        |
| 30. | 10 ноября 2003   | Итоговый чемпионат WTA         | Хард (зал) | Вирхиния Руано Паскуаль | Ким Клейстерс Ай Сугияма                | 6-4 3-6 6-3    |
| 31. | 1 февраля 2004   | Открытый чемпионат Австралии   | Хард       | Вирхиния Руано Паскуаль | Светлана Кузнецова Елена Лиховцева      | 6-4 6-3        |
| 32. | 21 марта 2004    | Индиан-Уэлс, США               | Хард       | Вирхиния Руано Паскуаль | Светлана Кузнецова Елена Лиховцева      | 6-1 6-2        |
| 33. | 18 апреля 2004   | Чарлстон, США (3)              | Грунт      | Вирхиния Руано Паскуаль | Мартина Навратилова Лиза Реймонд        | 6-4 6-1        |
| 34. | 3 июня 2004      | Открытый чемпионат Франции (3) | Грунт      | Вирхиния Руано Паскуаль | Светлана Кузнецова Елена Лиховцева      | 6-0 6-3        |
| 35. | 11 сентября 2004 | Открытый чемпионат США (2)     | Хард       | Вирхиния Руано Паскуаль | Светлана Кузнецова Елена Лиховцева      | 6-4 7-5        |
| 36. | 31 октября 2004  | Люксембург                     | Хард (зал) | Вирхиния Руано Паскуаль | Марлен Вайнгартнер Джилл Крейбас        | 6-1 6-7(1) 6-3 |
| 37. | 5 марта 2005     | Дубай, ОАЭ                     | Хард       | Вирхиния Руано Паскуаль | Светлана Кузнецова Алисия Молик         | 6-7(7) 6-2 6-1 |
| 38. | 19 марта 2005    | Индиан-Уэлс, США (2)           | Хард       | Вирхиния Руано Паскуаль | Надежда Петрова Меганн Шонесси          | 7-6(3) 6-1     |
| 39. | 4 июня 2005      | Открытый чемпионат Франции (4) | Грунт      | Вирхиния Руано Паскуаль | Кара Блэк Лизель Хубер                  | 4-6 6-3 6-3    |
| 40. | 13 августа 2006  | Лос-Анджелес, США              | Хард       | Вирхиния Руано Паскуаль | Даниэла Гантухова Ай Сугияма            | 6-3 6-4        |
| 41. | 24 сентября 2006 | Пекин, Китай                   | Хард       | Вирхиния Руано Паскуаль | Елена Веснина Анна Чакветадзе           | 6-2 6-4        |
| 42. | 1 октября 2006   | Сеул, Южная Корея              | Хард       | Вирхиния Руано Паскуаль | Мариана Диас Олива Чжуан Цзяжун         | 6-2 6-3        |
| 43. | 6 января 2007    | Окленд, Новая Зеландия         | Хард       | Жанетта Гусарова        | Се Шувэй Шиха Уберой                    | 6-0 6-2        |
| 44. | 25 февраля 2007  | Богота, Колумбия (4)           | Грунт      | Лурдес Домингес Лино    | Роберта Винчи Флавия Пеннетта           | 1-6 6-3 [11-9] |

#### Поражения (25)
| №   | Дата             | Турнир                         | Покрытие    | Партнёрша               | Соперницы в финале                                 | Счёт              |
| 1.  | 21 февраля 1999  | Богота, Колумбия               | Грунт       | Лаура Монтальво         | Кристина Пападаки Седа Норландер                   | 4-6 6-7(5)        |
| 2.  | 11 июня 2000     | Открытый чемпионат Франции     | Грунт       | Вирхиния Руано Паскуаль | Мэри Пирс Мартина Хингис                           | 2-6 4-6           |
| 3.  | 21 августа 2000  | Нью-Хейвен, США                | Хард        | Вирхиния Руано Паскуаль | Жюли Алар-Декюжи Ай Сугияма                        | 4-6 7-5 2-6       |
| 4.  | 8 октября 2000   | Токио, Япония                  | Хард        | Нана Мияги              | Жюли Алар-Декюжи Ай Сугияма                        | 0-6 2-6           |
| 5.  | 19 февраля 2001  | Богота, Колумбия (2)           | Грунт       | Лаура Монтальво         | Татьяна Гарбин Жанетта Гусарова                    | 4-6 6-2 4-6       |
| 6.  | 4 марта 2001     | Акапулько, Мексика             | Грунт       | Вирхиния Руано Паскуаль | Мария Хосе Мартинес Санчес Анабель Медина Гарригес | 4-6 7-6(5) 5-7    |
| 7.  | 11 марта 2001    | Индиан-Уэлс, США               | Хард        | Вирхиния Руано Паскуаль | Николь Арендт Ай Сугияма                           | 4-6 4-6           |
| 8.  | 22 апреля 2001   | Чарлстон, США                  | Грунт       | Вирхиния Руано Паскуаль | Лиза Реймонд Ренне Стаббс                          | 7-5 6-7(5) 3-6    |
| 9.  | 20 мая 2001      | Рим, Италия                    | Грунт       | Патрисия Тарабини       | Кара Блэк Елена Лиховцева                          | 1-6 1-6           |
| 10. | 1 апреля 2002    | Майами, США                    | Хард        | Вирхиния Руано Паскуаль | Лиза Реймонд Ренне Стаббс                          | 6-7(4) 7-6(4) 3-6 |
| 11. | 24 июня 2002     | Уимблдон                       | Трава       | Вирхиния Руано Паскуаль | Винус Уильямс Серена Уильямс                       | 2-6 5-7           |
| 12. | 24 сентября 2002 | Лейпциг, Германия              | Ковёр (зал) | Жанетта Гусарова        | Александра Стивенсон Серена Уильямс                | 3-6 5-7           |
| 13. | 13 октября 2002  | Фильдерштадт, Германия         | Хард (зал)  | Меганн Шонесси          | Линдсей Дэвенпорт Лиза Реймонд                     | 2-6 4-6           |
| 14. | 26 января 2003   | Открытый чемпионат Австралии   | Хард        | Вирхиния Руано Паскуаль | Винус Уильямс Серена Уильямс                       | 6-4 4-6 3-6       |
| 15. | 20 апреля 2003   | Амелия-Айленд, США             | Грунт       | Вирхиния Руано Паскуаль | Линдсей Дэвенпорт Лиза Реймонд                     | 5-7 2-6           |
| 16. | 8 июня 2003      | Открытый чемпионат Франции (2) | Грунт       | Вирхиния Руано Паскуаль | Ким Клейстерс Ай Сугияма                           | 7-6(5) 2-6 7-9    |
| 17. | 6 июля 2003      | Уимблдон (2)                   | Трава       | Вирхиния Руано Паскуаль | Ким Клейстерс Ай Сугияма                           | 4-6 4-6           |
| 18. | 19 октября 2003  | Цюрих, Швейцария               | Хард (зал)  | Вирхиния Руано Паскуаль | Ким Клейстерс Ай Сугияма                           | 6-7(3) 2-6        |
| 19. | 5 января 2004    | Окленд, Новая Зеландия         | Хард        | Вирхиния Руано Паскуаль | Мервана Югич-Салкич Елена Костанич-Тошич           | 6-7(6) 6-3 1-6    |
| 20. | 16 мая 2004      | Рим, Италия (2)                | Грунт       | Вирхиния Руано Паскуаль | Надежда Петрова Меганн Шонесси                     | 6-2 3-6 3-6       |
| 21. | 26 мюля 2004     | Сан-Диего, США                 | Хард        | Вирхиния Руано Паскуаль | Кара Блэк Ренне Стаббс                             | 4-6 6-1 4-6       |
| 22. | 17 октября 2004  | Москва, Россия                 | Ковёр (зал) | Вирхиния Руано Паскуаль | Вера Звонарёва Анастасия Мыскина                   | 3-6 6-4 2-6       |
| 23. | 24 октября 2004  | Цюрих, Швейцария (2)           | Хард (зал)  | Вирхиния Руано Паскуаль | Кара Блэк Ренне Стаббс                             | 4-6 4-6           |
| 24. | 13 января 2006   | Сидней, Австралия              | Хард        | Вирхиния Руано Паскуаль | Корина Морариу Ренне Стаббс                        | 3-6 7-5 2-6       |
| 25. | 8 июля 2006      | Уимблдон (3)                   | Грунт       | Вирхиния Руано Паскуаль | Чжэн Цзе Янь Цзы                                   | 3-6 6-3 2-6       |

### Финалы турнировITFв парном разряде (13)

#### Победы (7)
| №  | Дата            | Турнир                           | Покрытие | Партнёрша         | Соперницы в финале                        | Счёт        |
| 1. | 17 мая 1992     | Барселона, Испания               | Грунт    | Памела Зингман    | Роса Бьелса Гала Леон Гарсия              | 6-4 6-2     |
| 2. | 17 мая 1993     | Сантьяго, Чили                   | Грунт    | Памела Зингман    | Барбара Кастро Ма. Долорес Кампана        | 6-1 3-6 6-0 |
| 3. | 29 октября 1995 | Буэнос-Айрес, Аргентина          | Грунт    | Синтия Торторелла | Мариана Диас-Олива Мариана Лопес-Паласиос | 6-2 6-2     |
| 4. | 17 декабря 1995 | Сан-Мигель-де-Тукуман, Аргентина | Грунт    | Лаура Монтальво   | Вероника Стеле Ларисса Шерер              | 6-2 7-6(4)  |
| 5. | 11 февраля 1996 | Мар-дель-Плата, Аргентина        | Грунт    | Лаура Монтальво   | Ноэль ван Лоттум Марион Маруска           | 6-3 6-1     |
| 6. | 11 октября 1998 | Сантьяго, Чили                   | Грунт    | Лаура Монтальво   | Мириам д`Агостини Каталин Мароши          | 6-1 6-2     |
| 7. | 25 октября 1998 | Монтевидео, Уругвай              | Грунт    | Лаура Монтальво   | Ева Бес Мария Фернанда Ланда              | 6-2 6-2     |

#### Поражения (6)
| №  | Дата             | Турнир                  | Покрытие | Партнёрша                | Соперницы в финале               | Счёт           |
| 1. | 27 октября 1991  | Асунсьон, Парагвай      | Грунт    | Памела Зингман           | Каролина Булат Катаржина Малец   | 5-7 4-6        |
| 2. | 24 ноября 1991   | Нову-Амбургу, Бразилия  | Грунт    | Памела Зингман           | Светлана Комлева Мария Марфина   | 4-6 3-6        |
| 3. | 10 мая 1992      | Балагер, Испания        | Грунт    | Памела Зингман           | Светлана Кривенчева Ирина Сухова | 6-4 4-6 4-6    |
| 4. | 19 ноября 1995   | Буэнос-Айрес, Аргентина | Грунт    | Мария Флоренсия Чанфанья | Мириам д`Агостини Каталин Мароши | 7-6(4) 0-6 3-6 |
| 5. | 12 октября 1997  | Седона, США             | Хард     | Лизель Хорн              | Каталина Кристя Корина Морариу   | 5-7 2-6        |
| 6. | 19 сентября 1999 | Буэнос-Айрес, Аргентина | Грунт    | Лаура Монтальво          | Паула Раседо Алинор Трисерри     | Без игры       |

### Финалы турниров Большого шлема в смешанном парном разряде (2)

#### Поражения (2)
| №  | Год  | Турнир                       | Покрытие | Партнёр      | Соперники в финале                      | Счёт    |
| 1. | 2001 | Открытый чемпионат Франции   | Грунт    | Жайми Онсинс | Вирхиния Руано Паскуаль Томас Карбонелл | 5-7 3-6 |
| 2. | 2002 | Открытый чемпионат Австралии | Хард     | Гастон Этлис | Даниэла Гантухова Кевин Ульетт          | 3-6 2-6 |

## История выступлений на турнирах
| Турниры Большого шлема       |       |       |       |               |               |               |       |               |               |               |       |       |       |        |       |
| Открытый чемпионат Австралии | -     | -     | -     | 2Р            | 2Р            | 1Р            | 1Р    | 4Р            | 1Р            | 3Р            | 3Р    | -     | К     | 0 / 9  | 9-9   |
| Открытый чемпионат Франции   | 1Р    | 2Р    | 2Р    | 1Р            | 2Р            | 2Р            | 1Р    | 2Р            | 1/4           | 3Р            | 1/2   | 1Р    | К     | 0 / 13 | 22-13 |
| Уимблдонский турнир          | 1Р    | -     | 1Р    | 1Р            | 1Р            | 1Р            | 3Р    | 1Р            | 1Р            | 4Р            | 1/4   | -     | К     | 0 / 11 | 11-11 |
| Открытый чемпионат США       | 2Р    | 1Р    | 2Р    | 3Р            | 1Р            | 2Р            | 1Р    | 1Р            | 2Р            | 1/4           | 3Р    | -     | К     | 0 / 12 | 12-12 |
| Итог                         | 0 / 3 | 0 / 2 | 0 / 3 | 0 / 4         | 0 / 4         | 0 / 4         | 0 / 4 | 0 / 4         | 0 / 4         | 0 / 4         | 0 / 4 | 0 / 1 | 0 / 4 | 0 / 45 |       |
| В/П в сезоне                 | 4-3   | 4-2   | 2-3   | 3-4           | 2-4           | 2-4           | 2-4   | 4-4           | 5-4           | 11-4          | 13-4  | 0-1   | 2-4   |        | 54-45 |
| Олимпийские игры             |       |       |       |               |               |               |       |               |               |               |       |       |       |        |       |
| Летняя Олимпиада             | НП    | НП    | -     | Не проводился | Не проводился | Не проводился | 1Р    | Не проводился | Не проводился | Не проводился | 2Р    | НП    | НП    | 0 / 2  | 1-2   |

К — проигрыш в квалификационном турнире.
| Турнир                       | 1996  | 1997          | 1998          | 1999          | 2000  | 2001          | 2002          | 2003          | 2004  | 2005          | 2006          | 2007          | 2012  | Итог   | В/П за карьеру |
| ---------------------------- | ----- | ------------- | ------------- | ------------- | ----- | ------------- | ------------- | ------------- | ----- | ------------- | ------------- | ------------- | ----- | ------ | -------------- |
| Турниры Большого шлема       |       |               |               |               |       |               |               |               |       |               |               |               |       |        |                |
| Открытый чемпионат Австралии | -     | 1/4           | 2Р            | 2Р            | 2Р    | 1/4           | 3Р            | Ф             | П     | -             | 1/4           | 1Р            | -     | 1 / 10 | 23-9           |
| Открытый чемпионат Франции   | 1Р    | 1Р            | 2Р            | 2Р            | Ф     | П             | П             | Ф             | П     | П             | 2Р            | 1Р            | 2Р    | 4 / 13 | 38-9           |
| Уимблдонский турнир          | 1Р    | 1Р            | 2Р            | 3Р            | 1/4   | 1/2           | Ф             | Ф             | 1/2   | -             | Ф             | 1Р            | 1Р    | 0 / 12 | 29-12          |
| Открытый чемпионат США       | 1Р    | 2Р            | 1/2           | 1Р            | 1Р    | 3Р            | П             | П             | П     | -             | 1/4           | 1Р            | -     | 3 / 11 | 28-8           |
| Итог                         | 0 / 3 | 0 / 4         | 0 / 4         | 0 / 4         | 0 / 4 | 1 / 4         | 2 / 4         | 1 / 4         | 3 / 4 | 1 / 1         | 0 / 4         | 0 / 4         | 0 / 2 | 8 / 46 |                |
| В/П в сезоне                 | 0-3   | 4-4           | 7-4           | 5-4           | 9-4   | 15-3          | 19-2          | 20-3          | 21-1  | 6-0           | 11-4          | 0-4           | 1-2   |        | 118-38         |
| Итоговые турниры             |       |               |               |               |       |               |               |               |       |               |               |               |       |        |                |
| Итоговый турнир WTA          | -     | -             | -             | -             | 1/4   | 1/2           | 1/4           | П             | 1/2   | -             | -             | -             | -     | 1 / 5  | 3-4            |
| Олимпийские игры             |       |               |               |               |       |               |               |               |       |               |               |               |       |        |                |
| Летняя Олимпиада             | -     | Не проводился | Не проводился | Не проводился | 2Р    | Не проводился | Не проводился | Не проводился | III   | Не проводился | Не проводился | Не проводился | 1Р    | 0 / 3  | 6-3            |

| Турнир                       | 1996  | 1998  | 1999  | 2000  | 2001  | 2002  | 2003  | 2006  | 2007  | Итог   | В/П за карьеру |
| ---------------------------- | ----- | ----- | ----- | ----- | ----- | ----- | ----- | ----- | ----- | ------ | -------------- |
| Турниры Большого шлема       |       |       |       |       |       |       |       |       |       |        |                |
| Открытый чемпионат Австралии | -     | 1Р    | 1Р    | -     | 1Р    | Ф     | -     | 1Р    | 1Р    | 0 / 6  | 4-6            |
| Открытый чемпионат Франции   | -     | -     | -     | -     | Ф     | 1Р    | 1/2   | 1Р    | 1Р    | 0 / 5  | 7-5            |
| Уимблдонский турнир          | 1Р    | 1Р    | -     | 3Р    | 2Р    | 1Р    | 3Р    | -     | 2Р    | 0 / 7  | 6-7            |
| Открытый чемпионат США       | -     | 1Р    | 1Р    | 2Р    | 1Р    | 1Р    | 2Р    | -     | 2Р    | 0 / 7  | 3-6            |
| Итог                         | 0 / 1 | 0 / 3 | 0 / 2 | 0 / 2 | 0 / 4 | 0 / 4 | 0 / 3 | 0 / 2 | 0 / 4 | 0 / 25 |                |
| В/П в сезоне                 | 0-1   | 0-3   | 0-2   | 3-2   | 5-4   | 4-4   | 6-2   | 0-2   | 2-4   |        | 20-24          |